# Haarlem Nicols

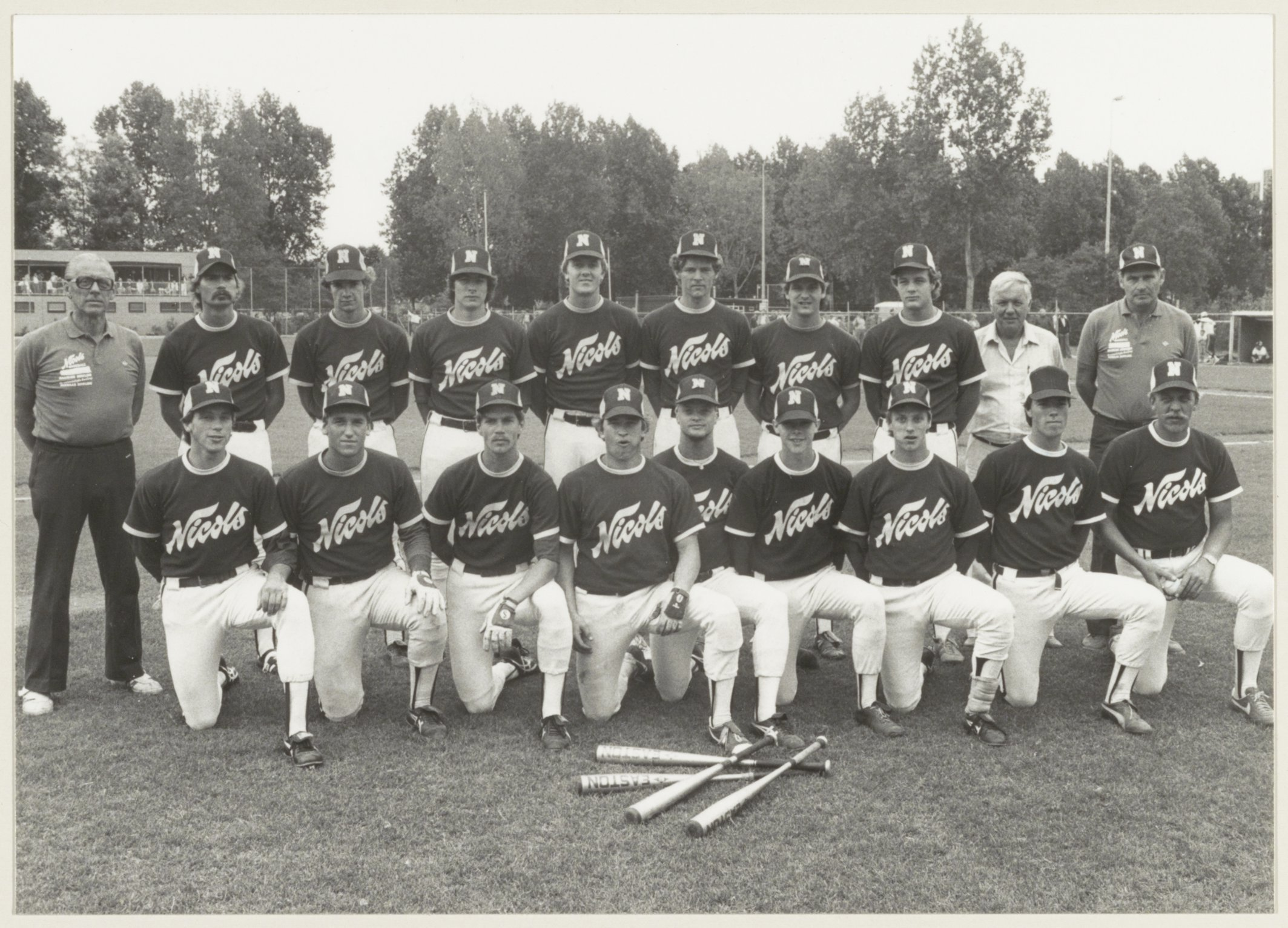
De kampioensploeg van Haarlem Nicols in 1982. Staand v.l.n.r.: Co Leurs, Henny Jenken, Bill Groot, Marcel Joost, Leo van Schreven, Frans de Bruin, Skip Clark, Pim Winkel, Nico Boon en Frans van de Berg. Voorste rij v.l.n.r.: Thijs Vervaat, Gerlach Halderman, Frank Koot, Marc Morrison, Haitze de Vries, Bart van der Bosch, Frank Bos, Rob Klaver en Jan Dick Leurs.

Haarlem Nicols was een honkbalvereniging uit Haarlem, Noord-Holland, Nederland. De thuiswedstrijden werden in het Pim Mulierstadion gespeeld. Op 1 april 1994 werd de club failliet verklaard nadat zij haar betalingsverplichtingen aan de spelers niet meer kon nakomen.
De club ontstond in 1964 uit een fusie van de verenigingen EHS (landskampioen in 1954, 1959 en 1962) en EDO (de landskampioen van 1958). Als Haarlem Nicols werd twaalf keer de landstitel behaald (1965, 1968, 1970, 1975, 1976, 1977, 1982, 1983, 1984, 1985, 1988 en 1989). Tot 2009 was het hiermee de recordtitelhouder. In 2009 evenaarde Neptunus dit aantal, waarna zij in 2010 hun 13e titel behaalden en daarmee alleen recordhouder werd.
In 1966 veroverde Nicols als eerste Nederlandse club de Europa Cup I, in 1974, 1975 en 1990 werd de cup nog driemaal gewonnen; in 1981, 1983, 1989 en 1991 werd de finale in dit bekertoernooi behaald.